# Sušica (Belca)
Sušica je hudourniški gorski potok, ki izvira na južnih pobočjih gore Kepe (2139 m) v Karavankah in je izvorni krak potoka Jerca, ki teče pod planino Belca in se izliva v potok Belca, ta pa se pri naselju Belca pri Mojstrani kot levi pritok izliva v Savo Dolinko.